# فرودگاه پلی آیلند
فرودگاه پلی آیلند (به انگلیسی: Pelee Island Airport) یک فرودگاه همگانی است که یک باند فرود آسفالت دارد. این فرودگاه در کشور کانادا قرار دارد و در ارتفاع ۱۷۴ متری از سطح دریا واقع شده است.

## شرکت‌های هواپیمایی و مقصدهای پروازی

### مسافری
| شرکت‌های هواپیمایی                   | مقصدهای پروازی |
| ----------------------------------- | -------------- |
| گریفینگ فلاینگ سرویس                | محلی اری       |
| Pelee Island Transportation Company | فصلی: ویندزر   |